# 高维乾
高维乾，奉天海州（辽宁海城）人，清朝政治人物。
高维乾曾于1648年接替孙鹏任上海县知县一职，1651年由姚修蔚接任。